# Tarsomys
Tarsomys är ett släkte av däggdjur som ingår i familjen råttdjur. Arterna är nära släkt med vanliga råttor (Rattus) och räknas av Wilson & Reeder (2005) till Rattus-gruppen i underfamiljen Murinae.
Arter enligt Catalogue of Life:
- Tarsomys apoensis, med mjuk päls.
- Tarsomys echinatus, med taggig päls.

## Beskrivning
Dessa gnagare liknar vanliga råttor (Rattus) i utseende. De når en kroppslängd (huvud och bål) av 14 till 18 cm och en svanslängd av 12 till 16 cm. Pälsen är på ovansidan brun till rödbrun och vid buken smutsig ljusbrun eller gråaktig. Alla tår är utrustade med långa kraftiga klor och bakfötterna är smala. Öronen är bra täckt av hår.
Tarsomys förekommer på ön Mindanao i södra Filippinerna. Arterna vistas i kulliga områden samt i bergstrakter upp till 2300 meter över havet. Habitatet utgörs av fuktiga skogar.
Individerna vistas antagligen främst på marken och de äter troligen småkryp som grävs upp från marken.
IUCN listar T. echinatus som sårbar (VU) och T. apoensis som livskraftig (LC).